# Дрег краљ
Дрег краљеви (енгл. drag king) су углавном женски извођачи који користе мусколознији или мачо дрег у свом облачењу и персонификују мушке родне стереотипе као део појединачне или групне рутине. Дрег краљеви не морају бити лезбијке, трансродне особе или генерално чланови ЛГБТ+ заједнице. Њихово преоблачење је, пре свега, перформативног и забављачког карактера. Њихова одећа, шминка, перике и остало обично пренаглашавају мушкост и мушке одлике. Типичан дрег наступ може укључити плес, глуму, стендап комедију, певање и липсинковање. Дрег краљеви често наступају као претерано мачо мушки ликови, интерпретирају стереотипну мускулозност код, на пример, грађевинских радника, репера, или познате мушкарце попут Елвиса Преслија, Мајкл Џексона.

Крајем 1800-тих и почетком 1900-их, дрег краљеви су постали звезде британске музичке хале, а британска пантомима је сачувала традицију жена које су наступале у мушким улогама. Почевши од средине деведесетих, дрег краљеви су почели да добијају славу и пажњу коју имају дрег краљице.

## Историја и терминологија
Иако је термин дрег краљ први пут примећен у штампаном издању 1972. године, историја женских извођача који се облаче у мушке одоре је много дужа. У позоришту и оперу постоји традиција у додељивању мушких улога женама и травестији. Сузана Центливр се појављивала у таквим улогама око 1700. године. Термин се понекад користи у ширем смислу којим укључе женствене особе које се облаче у традиционалну мушку одећу из других разлога. Употреба укључује жене које привремено покушавају да се прикажу као мушкарци и жене који желе да се представе у мушкој родној улози без тога да се идентификују као мушкарци. Диана Мариан Тор је 1989. године кренула са дрег краљ радионицама које пружају женама прилику да науче како да се прикажу као мушкарци. Многе жене данас носе мушке шешире, кравате, јакне или одела због моде, међутим, ове жене се не сматрају дрег краљевима.

## Дрег заједница
За разлику од дрег краљица, краљеви чешће наступају у групама. Међутим, та ситуација се мења у данашње време зато што су њихови наступи доступнији те се дрег краљеви све чешће ангажују индивидуално. Дрег краљеви су нашироко познати као феномен лезбијске културе и често се могу сретати по лезбијским баровима и фестивалима. Битно је напоменути да нису сви дрег краљеви лезбијке, као и то да неки припадници дрег супкултуре немају никакве везе са лезбијским културним, друштвеним или политичким животом. Дрег краљеви представљају разнолику групу те је изузетно тешко рећи шта је то универзално за све дрег краљеве. Приказивањем маскулинитета на нецисродном мушком телу, ови извођачи одолевају на погледе друштва о родној бинарности. Поједини трансмушкарци се такође идентификују као дрег краљеви. Лажне краљице често наступају уз дрег краљице. Слично дрег краљицама које себе сматрају глумцима, поједини дрег краљеви не желе да буду окарактерисани дрег етикетом, већ етикетом глумца или комичара. Настарије и потенцијално највеће такмичење дрег краљева се одржава у Сан Франциску.